# آدم سابو (موسيقي)
آدم سابو (بالمجرية: Szabó Ádám)‏ هو موسيقي ومغني مجري، ولد في 12 يونيو 1992 في بودابست في المجر.

## روابط خارجية
- آدم سابو على موقع ميوزك برينز (الإنجليزية)
- آدم سابو على موقع ديسكوغز (الإنجليزية)